# A Pincérfrakk utcai cicák (film)
A Pincérfrakk utcai cicák 1984-ben bemutatott, papírkivágásos technikával készült
magyar rajzfilm, amely Lehoczki István rajzai alapján készült. Az animációs játékfilm rendezője Vadkerty Tibor. A forgatókönyvet Takács Vera írta, a zenéjét Bergendy István és Oroszlán Gábor szerezte. A tévéfilm gyártója és forgalmazója a Magyar Televízió. 
Magyarországon 1984. április 23-án vetítették először.
A film Kormos István művének rajzfilmre való átültetése,
amelyet elsősorban televíziós bemutatásra készítettek.

## Alkotók
- Rendezte: Vadkerty Tibor
- Kormos István műve alapján írta: Takács Vera
- Zenéjét szerezte: Oroszlán Gábor
- Zenei szerkesztő: Kő Katalin
- Ének: Bergendy István és zenekara
- Hangmérnök: Migray Gábor
- Vágó: Janovits Attila
- Rajzoló és mozgástervező: Lehoczki István
- Gyártásvezető: Singer Dezső

Készítette a Magyar Televízió.

## Szereplők
- Mesélő: Harsányi Gábor
- Mörrenmorcogi Micó: Raksányi Gellért
- Lady Ella; Kismadár: Füsti Molnár Éva
- Bilkeygorzó; Tacskó: Szolnoki Tibor
- Raffael; Farkaskutya: Józsa Imre
- Komondor; Csíkosbunda Kázmér bácsi: Szuhay Balázs
- Kuvasz: Korcsmáros György
- Pincsi: Straub Dezső
- Mihály; Foxi: Verebély Iván
- Ihály: Varanyi Lajos